# Andrew Viterbi
Andrew James Viterbi (Bérgamo, 9 de março de 1935) é um matemático estadunidense nascido na Itália.

## Trabalho
Em 1967 ele propôs o algoritmo de Viterbi para decodificar dados codificados convolucionalmente. Ele ainda é amplamente usado em telefones celulares para códigos de correção de erros, bem como para reconhecimento de fala, análise de DNA e muitas outras aplicações dos modelos Hidden Markov. A conselho de um advogado, Viterbi não patenteou o algoritmo. Viterbi também ajudou a desenvolver o padrão CDMA para redes de telefonia celular.